# Pedro Scuro Neto
Pedro Scuro Neto (São Paulo, 25 de outubro de 1948), sociólogo e jurista a quem se deve a definição do Direito e da Justiça como "instituições fundamentais da estrutura básica da sociedade", que é abstrata, apenas um ponto de partida, mas "somente por meio dela é possível identificar os variados papéis que a Justiça, por exemplo, desempenha e os modos pelos quais se realiza, estimulando atuação institucional integrada, contribuindo para estabelecer comunidade de sentido, aclarando competências, redefinindo normas de comportamento, mostrando como agir e alcançar objetivos do modo mais adequado". Justiça e Direito são, portanto, subsistemas sociais que transformam eficiência potencial em eficiência real, especificamente na sociedade moderna, que à diferença de todas as formações sociais anteriores, é uma "combinação extremamente variada de fatores que, mesmo exposta a diferentes e complexas ordens de risco, exibe uma notável capacidade de adaptação diante de ameaças que tornariam inviável qualquer outro tipo de sociedade".
Estrutura básica da sociedade: Subsistemas, Capacidades e Instituições 
|              | Capacidade | Instituições |
| ------------ | --- | --- |
| Economia     | Adaptação a pressões/necessidades e a pressões/exigências/limitações impostas do exterior; produção, articulação de processos e distribuição                      | Estruturas e instituições econômicas — extraem os recursos que o sistema precisa, modifica, controla e explora, "em troca" daquilo que este produz               |
| Política     | Objetivação — da real natureza subjetiva à construção da realidade externa; definição/busca de objetivos coletivos e mobilização de atores/recursos para obtê-los | Estado, empresas, administração, movimentos políticos e sociais                                                                                                  |
| Socialização | Padronização — motivar, estabelecer e transmitir cultura comum: padrões de conduta (valores, normas e modelos sociais)                                            | Família, sistemas educacionais, meios de comunicação, partidos políticos etc. — articulam ação e universo simbólico, e se tornam fator de motivação das condutas |
| Comunidade   | Integração — controle e coordenação dos componentes da ação visando a estabelecer e manter interdependência, fonte de consenso, controle e coerção social         | Direito e sistema de justiça — inibem tendências desviantes e evitam distúrbios sérios                                                                           |

## Sociologia do Direito e Políticas públicas baseadas em evidências
A perspectiva de Pedro Scuro é alternativa às visões convencionais, livrescas, da Sociologia jurídica (ou Sociologia do Direito), costumeiramente definida como (1) subdisciplina da Sociologia, (2) abordagem interdisciplinar dos estudos jurídicos, ou (3) campo de pesquisa encurralado entre Direito e Sociologia. Por sua vez, ele a estabeleceu como campo independente, sistemático e teoricamente fundamentado  de estudo da "evolução das instituições jurídicas no percurso histórico que resultou na contemporânea construção do Direito e da Justiça, tendo em vista os problemas e as transformações da moderna sociedade". Somente dessa perspectiva é possível pensar o Direito e a Justiça como subsistemas sociais que atuam como mediadores "entre interesses políticos e econômicos, entre a cultura e a ordem normativa da sociedade, estabelecendo e mantendo interdependência, e constituindo-se em fontes de consenso, coerção e controle social".
Destarte, Sociologia jurídica e Ciência do Direito (ou jurisprudência focada em princípios e regras acerca de questões institucionais condicionadas por conjunturas sociais e políticas) convergem, por exemplo, aos interdisciplinares domínios da Criminologia ou da análise econômica aplicada a problemas de natureza jurídica, expandindo a abrangência das normas, mas também tornando seus impactos questão de interesse científico.
Pedro Scuro é também um dos precursores em todo o mundo na aplicação de políticas públicas na base de evidências. Com os pesquisadores Renato Tardelli Pereira e José Filippini introduziu a justiça restaurativa como política pública na América Latina, China e Brasil, primeiramente em escolas, depois no judiciário, e agora adotada pelo Conselho Nacional de Justiça (Resolução nº 225, 2016), porém não como projeto estruturante, ou seja com empoderamento dos envolvidos em conflitos, profissionalização de mediadores e facilitadores, aproximando as decisões do sentimento de justiça das pessoas, sem tutela hierárquica e burocrática. Concebeu o centro de pesquisa da Escola Superior da Magistratura da Associação de Juízes do Rio Grande do Sul, e coordenou seus primeiros projetos. Em 2014 foi eleito para o conselho deliberativo da Sociedade Internacional de Criminologia, e em 2021 fellow do International Forum of Crime and Criminal Law e do Centre for Evidence-Based Policing associado à Universidade de Cambridge.

## Sociólogo público
Estudou na Universidade de São Paulo, depois em Praga, onde se especializou com sociólogos que participaram da Primavera de Praga e preconizavam autonomia da Sociologia em relação à doutrina oficial, o materialismo histórico, que consideravam unilateral e restritivo em comparação com o enfoque organizador da Sociologia, capaz de captar semelhanças, interdependências, convergências e conexões entre as diferentes realidades sociais e disciplinas. Em decorrência, perdeu seu emprego de locutor na Rádio Praga Internacional e sua permanência no país foi cancelada. Reiniciou o doutorado na Alemanha com René König, mentor da 'Escola de Colônia'. Como o Ministério das Relações Exteriores do Brasil se recusava a lhe dar passaporte, foi obrigado a deixar a Alemanha e concluir o doutorado na Universidade de Leeds, a convite de Zygmunt Bauman e Jerome Ravetz. Com apoio do Barão Edward Boyle, reitor da universidade e ministro de Educação e Ciência conseguiu autorização para trabalhar como professor do Corpus Christi Catholic College  e depois do Leeds City College.
Quando voltou a São Paulo tornou-se professor e diretor de pesquisas da Fundação Escola de Sociologia e Política (São Paulo), e em seguida membro da coordenação e consultor em formação de recursos humanos do Projeto MERCOSUL (PNUD, Ministério das Relações Exteriores e Universidade de São Paulo). Foi vice-presidente do Foro Sindical do MERCOSUL, consultor de organizações de trabalhadores, e atualmente diretor da União dos Aposentados em Transportes Coletivos e de Cargas de São Paulo. Na administração pública serviu como assessor especial na Secretaria de Estado de Relações do Trabalho e formulou, com a Organização Internacional do Trabalho, as diretrizes dos projetos brasileiros de erradicação da mão-de-obra infantil na lavoura de cana-de-açúcar. Projetos que deram ensejo às políticas de bolsa-escola e foram incorporados, dez anos depois, ao Programa Bolsa Família. Nesse mesmo período foi também secretário adjunto da Secretaria de Estado de Administração e Modernização do Serviço Público (SP).
Como professor de Sociologia jurídica, ciência política, teoria do estado, e cooperação internacional pode verificar as desvantagens do crédito estudantil para a maioria dos estudantes, que, mesmo depois de diplomados, estavam muito endividados, prejudicando as próprias escolas. Concebeu o sistema pelo qual o Poder Público adquiria vagas ociosas no ensino superior particular e as repassava em forma de bolsa aos estudantes, evitando que se endividassem. O endividamento estudantil ainda ocorre na Europa - conforme se queixa o próprio Zygmunt Bauman ("meu neto nem terminou a faculdade e já deve 30 mil libras"). A ideia foi apresentada originalmente ao secretário municipal do Trabalho (São Paulo), em 2001, no início da administração Marta Suplicy, e deu origem ao Programa Universidade para Todos, do governo federal. Em 2013, formulou para a Federação dos Aposentados (FAPESP) projeto de isenção de pagamento de tarifa de transporte urbano e intermunicipal para homens com idade superior a 60 anos. Orientou programas de inclusão social na Secretaria Municipal do Trabalho e Desenvolvimento Econômico e foi conselheiro titular de Habitação e de Saúde Mental. Foi consultor do Programa das Nações Unidas para o Desenvolvimento (PNUD, Brasil), e do Programa de Defesa e Segurança, Transparência Internacional (Londres).

## Restauração da Justiça
| “ | Mudar a Justiça significa alterar a essência da abordagem do sistema, adotar agendas mais ambiciosas, ousadas, delineadas explicitamente para promover alterações, primeiramente, no foco do sistema, nas formas tradicionais de responder a infrações e aos múltiplos problemas decorrentes. Exige dar espaço a uma adequada capacitação da sociedade para responder a malfeitos e conflitos, reparar danos infligidos,reintegrar vítimas e infratores, e, estabelecer as bases de uma segurança pública sustentável. Mudar exige, em segundo lugar, alterar a missão do sistema, para que este não seja mais conduzido por políticas ou reformas, mas por prioridades fundamentadas em valores. Mudar quer dizer, finalmente,alterar o modo corrente de interação no seio do sistema e deste com os usuários e a população em geral – ou seja, diminuir a dependência em relação à lógica burocrática e confiar cada vez mais em consenso e participação, transformando profundamente a experiência de todos e cada um com o sistema de justiça. | ” |

As mudanças positivas na sociedade, desde o final da ditadura e com a promulgação da Constituição brasileira de 1988, refletiram no campo jurídico através da incorporação de inovadoras concepções sociais e econômicas aos textos constitucionais. O eixo gravitacional do Direito propendeu, drástica e definitivamente, da codificação jurídica à constituição, do Direito privado ao Direito público, do juiz singular à corte de justiça, do positivismo legislativo ao princípio constitucional. Essas mudanças refletiram em projetos que Pedro Scuro elaborou e coordenou, segundo concepção sobre o papel do Direito na sociedade e na organização política, e o modo como deve ser aplicado, estudado, aperfeiçoado e ensinado. Ou seja, não simplesmente como um simples conjunto de regras sobre contratos, sociedades anônimas, e crimes, mas vinculado à cultura da qual é expressão parcial, e colocado em perspectiva sociológica, dada pela estrutura básica da sociedade, foco dos subsistemas/funções/instituições que determinam direitos e deveres fundamentais, a repartição dos bônus e ônus sociais, e os projetos de vida dos cidadãos. Tais projetos introduziram novos conceitos: 'matriz de transformação social'; avaliação da efetividade de políticas públicas mediante experimentação; sistema de proteção escolar e prevenção de desordem, violência e criminalidade; avaliação da efetividade do policiamento usando software de mapeamento; policiamento orientado a problemas; justiça restaurativa; análise da cultura organizacional de instituições judiciários na base de evidências e experimento controlado.